# امیل گریفیث
امیل گریفیث (انگلیسی: Emile Griffith؛ ۳ فوریه ۱۹۳۸ – ۲۳ ژوئیهٔ ۲۰۱۳) بوکسور اهل ایالات متحده آمریکا بود.